# 伊蘇 -菲爾迦納的誓約-
《伊蘇 -菲爾迦納的誓約-》（中国大陆官方译为）是日本Falcom于2005年推出的动作角色扮演游戏，为《来自伊苏的冒险者》（1990年）的重制版，属于伊苏系列。本作最初于2005年6月在日本登陆Windows平台，后由Xseed Games于2012年3月在欧美地区发行。PlayStation Portable版则于2010年4月在日本发售，之后也登陆了北美和欧洲市场。复刻版《伊蘇回憶錄 -菲爾迦納的誓約-》则在2023年推出，登陆任天堂Switch、PlayStation 4和PlayStation 5平台。